# Samuel Heurlin
Samuel Heurlin, född den 26 februari 1744 i Blädinge socken i Kronobergs län, död den 11 december 1835 i Åseda socken i samma län, var en svensk naturvetenskapsman och präst. Han var kusin till Sven Erland Heurlin, bror till Elias Heurlin och far till Christopher Isac Heurlin.
Heurlin blev 1762 student vid Lunds universitet, 1766 filosofie magister och docent i matematik, förestod först professuren i fysik och astronomi, sedan den kemiska och utnämndes 1774 till adjunkt i matematik och fysik.
Prästvigd 1777, lämnade han 1780 (med professors titel) universitetet och blev kyrkoherde i Åseda församling av Växjö stift. År 1794 blev han kontraktsprost i Uppvidinge kontrakt och 1800 teologie doktor. Vid sin död var han senior cleri.
Under sin universitetstid utgav Heurlin flera naturvetenskapliga avhandlingar av värde, bland vilka kan nämnas: De actione electricitatis in corpora organica 1776; De principiis harmoniæ musicæ 1777; Om Ny och nedanets verkningar (i Fysiografiska Sällskapets Handlingar); Anmärkningar vid Ståhlsvärds teori om jordvallars styrka 1778; De differentia inter climata solaria ett vera 1780.